# Vesper montanus
Vesper montanus är en växtart i släktet Vesper och familjen flockblommiga växter. Den beskrevs av John Torrey och Asa Gray som Cymopterus montanus, och fick sitt nu gällande namn av Ronald Lee Hartman och Guy L. Nesom 2012.
Arten är en perenn ört som förekommer i centrala USA.